# Apomecyna cochinchinensis
Apomecyna cochinchinensis là một loài bọ cánh cứng trong họ Cerambycidae.